# Silver Arrow 2015
Silver Arrow 2015 (срібляста стріла 2015) — військові навчання, які проходили на військовій базі Адажи в Латвії у вересні 2015 року.

## Мета та хід навчань
Навчання були спрямовані на поліпшення взаємодії збройних сил країн НАТО. Офіційно проходили на військовій базі Адажи в Латвії з 14 по 29 вересня. В навчаннях брали участь близько 2100 солдатів з Латвії, Німеччини, США, Великої Британії, Данії, Канади та інших країн.

## Цікаві факти
За даними ЗМІ, всього у навчаннях і тренуваннях в регіоні в 2015 році візьмуть участь близько 5 тисяч німецьких солдатів.